# 劉江 (中國大陸演員)
刘江（1925年—2020年5月1日），男，辽宁辽阳人，中国大陆电影表演艺术家。以扮演反面角色闻名，角色《闪闪的红星》的胡汉三，《地道战》的汤司令。

## 生平
1946年参加中国人民解放军。1948年加入中国共产党。1958年起在八一电影制片厂任演员。
2020年5月1日逝世，享年95岁。

## 作品列表

### 电影作品
- 《地道战》（1965）饰 司令汤丙会
- 《闪闪的红星》（1974）饰 地主胡汉三
- 《谭嗣同》（1984）饰 刚毅
- 《飞越老人院》（2012）

### 电视剧作品
- 《西游记》 饰 阎王（1986年）
- 《康熙微服私访记》饰明珠（1998年）
- 《西游记续》 饰 阎王（1999年）